# Brenda K. Starr
Brenda Joy Kaplan, nota come Brenda K. Starr (New York, 14 ottobre 1966), è una cantante statunitense.

## Biografia
Nata da padre ebreo americano e madre portoricana, nei primi anni '80 ha collaborato con Harry Belafonte ed ha ottenuto una parte nel film Beat Street. Ha riscosso successo col singolo Pickin' Up Pieces, inserito nel suo primo album I Want Your Love (1985). La sua cosiddetta signature song è I Still Believe (1988), canzone reinterpretata da Mariah Carey nel 1998 con grande successo.

## Discografia

### Album
- I Want Your Love (1985)
- Brenda K. Starr (1987)
- By Heart (1990)
- Te sigo esperando (1997)
- No lo voy a olvidar (1998)
- Petalos de fuego (2000)
- All Time Greatest Hits (2002)
- Temptation (2002)
- So Good: 12" Club Collection (2004)
- Atrevete a olvidarme (2005)